# إندرياوات
الإندرياوات (الاسم العلمي: Indriinae) هي أسرة من الحيوانات تتبع الفصيلة الإندرية من رتبة الرئيسيات.

## أجناس الإندرياوات
- الإندري
- السيفاكا
- الليمور الصوفي